# Quyết định luận công nghệ
Quyết định luận công nghệ là một lý thuyết giản hóa luận mà giả định rằng công nghệ của xã hội thúc đẩy sự phát triển cấu trúc xã hội và các giá trị văn hóa. Thuật ngữ này được cho là đã được đặt ra bởi Thorstein Veblen (1857-1929), một nhà xã hội học Mỹ. Những người theo quyết định luận công nghệ cấp tiến nhất ở Hoa Kỳ trong thế kỷ XX rất giông như Clarence Ayres là một môn đệ Thorstein Veblen và John Dewey. William Ogburn cũng được biết đến như người theo quyết định luận công nghệ cấp tiến của ông.
Quyết định luân công nghệ được xây dựng căn bản đầu tiên đến từ nhà triết học và kinh tế Đức Karl Marx, có khung lý thuyết được dựa trên ý tưởng rằng những thay đổi trong công nghệ và công nghệ sản xuất là những ảnh hưởng chính tới tổ chức các mối quan hệ xã hội, các quan hệ xã hội và hoạt động văn hóa đó cuối cùng xoay quanh các cơ sở công nghệ và kinh tế của một xã hội. Địa vị Marx đã lồng gắn trong xã hội đương đại, nơi mà các ý tưởng cho rằng công nghệ thay đổi nhanh chóng sẽ làm thay đổi cuộc sống của con người được phổ biến khắp nơi.